# 지성 (가수)
지성(본명: 박지성, 2002년 2월 5일 ~ )은 대한민국의 가수이자 메인댄서, 서브보컬, 서브래퍼이며, 보이 그룹 NCT의 멤버이다. 